# Tito Hermínio Aquilino
Tito Hermínio Aquilino (em latim: Titus Herminius Aquilinus) foi um dos grandes heróis da República Romana, da gente Hermínia. Ele participou de dois famosos conflitos que resultaram no nascimento da república e foi eleito cônsul em 506 a.C. com Espúrio Lárcio. Porém, sua fama deriva em grande parte da defesa da Ponte Sublício contra o exército de Lars Porsena, o rei de Clúsio.

## Contexto

Cerco de Roma por Lars Porsena e o ataque à Ponte Sublício.

Os Hermínios (em latim: Herminii) eram uma família patrícia de Roma nos primeiros anos da república. Os próprios romanos consideravam a família etrusca e ela estava entre as poucas gentes a fazerem claro uso de prenomes claramente etruscos: Lars Hermínio foi cônsul em 448 a.C., por exemplo. Porém, segundo a lenda da defesa da Ponte Sublício, Tito Hermínio pode ter sido representado como o elemento sabino do povo romano.

## Guerra contra Clúsio
Depois da expulsão do rei Lúcio Tarquínio Soberbo de Roma, em 509 a.C., Lars Porsena, o rei de Clúsio, resolveu conquistar Roma, seja para restaurar a monarquia etrusca ou, possivelmente, para ampliar seus próprios domínios. No ano seguinte, ele declarou guerra a Roma e avançou com seu exército para tomar a cidade. Depois de capturar com sucesso partes da cidade no lado etrusco do Tibre, incluindo o Janículo, as forças clúsias se aproximaram da Ponte Sublício (Pons Sublicius), uma ponte de madeira que levava ao coração da cidade. As forças romanas recuaram para a margem oriental do rio enquanto os engenheiros romanos tentavam destruir os pilares da ponte. Três romanos ficaram na ponte para repelir os etruscos: Públio Horácio Cocles, Espúrio Lárcio e Hermínio.
Niebuhr sugere uma importância simbólica aos três: cada um deles representava uma das três antigas tribos que formaram a população romana: os ramnes (latinos), representados por Horácio; os titienses (sabinos), representados por Hermínio e os luceres (etruscos), representados por Lárcio.
A ponte era estreita demais para que mais do que uns poucos do exército invasor pudessem atacar os defensores de uma vez e, segundo a lenda, os três defenderam a ponte até que ela pudesse ser demolida. Horácio então conclamou seus colegas a recuarem para a segurança, deixando-o sozinho na ponte. Lá ele permaneceu, lutando contra um oponente após o outro até que, finalmente, a ponte ruiu e despencou no rio. Horácio então pulou nas águas. Os relatos variam sobre a sobrevivência de Horácio, alguns defendendo que ele teria nadado até a margem e outros, que ele teria se afogado. Na maioria, porém, ele sobreviveu, mas, seguindo Políbio, ele teria defendido a ponte sozinho e depois faleceu no rio.
Lárcio e Hermínio apareceram novamente na guerra contra Clúsio comandando tropas em uma emboscada planejada pelo cônsul Públio Valério Publícola para capturar alguns bandos armados etruscos.

## Consulado
Hermínio foi eleito cônsul em 506, o quarto ano da República Romana, com Espúrio Lárcio, seu companheiro na ponte. Nenhum evento importante se destacou durante seu mandato e Niebuhr sugere que seus nomes teriam sido inseridos nos Fastos Consulares para preencher uma lacuna de um ano (provavelmente por causa da ocupação de Lars Porsena). Seus sucessores enviaram uma delegação para se encontrar com os enviados de Porsena e firmaram um tratado pelo qual o rei etrusco desistiu de suas reivindicações sobre Roma.

## Batalha do Lago Régilo
Em 498 a.C., uma guerra irrompeu entre Roma e os latinos. Muitas das cidades latinas haviam se aliado a Roma durante os anos finais da monarquia romana e algumas continuaram a aliança, enquanto outras preferiram se aliar aos tarquínios, que tentavam recuperar o trono. A Liga Latina era liderada por Otávio Mamílio, um príncipe de Túsculo e genro de Tarquínio Soberbo, o sétimo e último rei de Roma. Para enfretar o exército latino, os romanos nomearam como ditador Aulo Postúmio Albo e seu mestre da cavalaria (magister equitum), Tito Ebúcio Elva. Hermínio era um oficial general de uma força expedicionária que encontrou o exército principal perto do Lago Régilo.
No decurso da batalha, Ebúcio viu Mamílio e o atacou a cavalo. Os dois se encontraram numa batalha de grande vigor e ambos ficaram muito machucados. Ebúcio foi forçado a se retirar e passou a dirigir sua cavalaria à distância enquanto Mamílio foi levado para a retaguarda. O comandante latino retornou ao combate depois para salvar uma companhia de exilados romanos que estava prestes a ser derrotada por Postúmio e, ao fazê-lo, foi reconhecido por Hermínio.
Na carga seguinte, descrita por Lívio como tendo ocorrido com uma fúria ainda maior do que o embate com Ebúcio, Hermínio matou o ditador latino com uma única estocada que atravessou-lhe o corpo. Ele então se deteve para retirar a armadura do príncipe derrotado, mas acabou ferido mortalmente por um dardo. Ele foi carregado, ainda com vida, para a retaguarda, mas morreu enquanto tratavam de suas feridas.